# نيكولوس باراتاشفيلي
الأمير نيكولوس باراتشفيلي (وُلد في 4 ديسمبر عام 1817 – توفي في 21 أكتوبر عام 1845) هو شاعر جورجي. كان باراتشفيلي واحدًا من أوائل الجورجيين الذين جمعوا بين القومية الحديثة والرومانسية الأوروبية لإدخال مفهوم «الخُلق الأوروبية» ضمن الأدب الجورجي. جراء وفاة باراتشفيلي مبكّرًا، لم يترك سوى إرثٍ أدبيّ صغير نسبيًا يقلّ عن 40 قصيدة غنائية قصيرة وقصيدة شعرية طويلة وعددٍ قليل من الرسائل الشخصية، لكنه يُعتبر رائد الرومانسية الجورجية. يُشار إليه بـ «بايرون الجورجي» تيمنًا باللورد بايرون.

## سيرته
وُلد نيكولوس باراتشفيلي، والمعروف باسم تاتو، في تفليس (تبليسي) عاصمة جورجيا، والتي كانت حينها مدينة إقليم جنوب القوقاز التابع للإمبراطورية الروسية. كان والده الأمير ميليتون باراتشفيلي (1795–1860) نبيلًا مفلسًا يعمل لدى السلطات الروسية. كانت والدته إفيميا أوربيلياني (1801–1849) شقيقة الشاعر والأمير الجنرال غريغول أوربيلياني، سليل الملك الجورجي إركلي الثاني.
تخرج باراتشفيلي عام 1835 من ثانوية تفليس الأرستقراطية، حيث تلقى تعليمه على يد سولومون دوداشفيلي، وهو فيلسوف ليبرالي ووطني جورجي. أثرت حياة باراتشفيلي الشخصية الصادمة على نوعية أعماله الشعرية المأساوية، بالإضافة إلى الوضع السياسي الراهن آنذاك. فأجبر فشل مؤامرة النبلاء الجورجيين المعادية للروس عام 1832، والتي تعاطف معها باراتشفيلي عندما كان في المدرسة، الكثير من المتآمرين على اعتبار الاستقلال الماضي هدفًا لا يمكن تحقيقه واسترجاعه، ما دفعهم للتصالح مع أنفسهم ومع الاستبداد الروسي في السلطة، وحوّلوا أحزانهم المتعلقة بالماضي الضائع وسقوط السلالة الجورجية الأصلية إلى مواضيع من الشعر الرومانسي. لم يستطع باراتشفيلي استكمال دراسته في الجامعات الروسية بسبب قلة المال، ولم يتمكن من أداء الخدمة العسكرية جراء إصابة جسدية حلّت به سابقًا –ما أدى إلى إصابته بالعرج. في نهاية المطاف، اضطر باراتشفيلي إلى دخول الخدمة البيروقراطية الروسية والعمل موظفًا في بلدة كنجه الأذرية التي أثقلتها الأمراض. رفضته معشوقته الأميرة يكاترين دادياني، وتزوجتأمير مينغ ديفيد دادياني ريليا.
توفي باراتشفيلي إثر إصابته بالملاريا في كنجه عندما كان في السابعة والعشرين من عمره، ولم يُندب عند دفنه ولم تُنشر أعماله. تأخر أثر باراتشفيلي مدة طويلة، ولكن عندما أعاد الجيل التالي من الطبقة المثقفة الجورجية اكتشاف قصائده، نُشرت أعماله بعد موته بين عامي 1861 و1879، وأصبح شاعرًا معبودًا. نُقلت رفاة باراتشفيلي ليدفن من جديد في تبليسي عام 1893، وتحوّلت تلك العملية إلى احتفال وطني. منذ عام 1938، وُضعت رفاته في بانثيون متاتسميندا الواقع في العاصمة تبليسي.

## أعماله
بإمكاننا العثور على رؤية باراتشفيلي الرئيسة للعالم في قصيدته التاريخية مصير جورجيا من عام 1839، وهي قصيدة رثاء حماسية وجلية حول مصائب جورجيا الأخيرة. كتب باراتشفيلي هذه القصيدة عندما كان في الثانية والعشرين من عمره، وتستند إلى أحداث تاريخية حقيقية ألا وهي معركة كرتسانيسي عام 1795 ودمار تبليسي على يد الحاكم الفارسي محمد خان القاجاري، فاضطر الملك الجورجي المخلوع إركلي الثاني إلى إحالة أمن بلاده إلى الإمبراطورية الروسية. على أي حال، عُرضت القضايا الوطنية في هذا العمل من منظور حديث: فالقصيدة لا تتحدث فقط عن ماضي جورجيا، بل عن مستقبلها عقب التمرد الفاشل عام 1832. في تلك القصيدة، يروي باراتشفيلي مجددًا النقاش الذي دار بين إركلي الثاني ومستشاره سولومون ليونيدزه الذي عارض الاتحاد مع روسيا، واعتقد أن ذلك سيؤدي إلى فقدان الهوية الوطنية الجورجية. في القصيدة، تسأل زوجة ليونيدزه زوجها، في رثاء أصبح معروفًا لدى جميع المثقفين الجورجيين: «ما المتعة التي يحصل عليها العندليب الأليف من الشرف إن كان محتجزًا في قفص؟».

## روابط خارجية
- نيكولوس باراتاشفيلي على موقع ميوزك برينز (الإنجليزية)
- نيكولوس باراتاشفيلي على موقع ديسكوغز (الإنجليزية)